# Ihara Saikaku
Ihara Saikaku (井原 西鶴, vlastním jménem Hirajama Tógo 平山藤五, 1642, Ósaka – 9. září 1693, tamtéž) byl japonský básník a prozaik, zakladatel měšťanského románu ukijozóši (浮世).

## Život a dílo
Jeho životopisné údaje nejsou přesně známy. Byl prý synem zámožného obchodníka, který po smrti své ženy zanechal zděděné obchodní záležitosti svému účetnímu a sám trávil život cestováním, návštěvami zábavních čtvrtí a psaním. Nejprve psal poezii haikai, kterou studoval od mládí, a byl známý svými improvizačními schopnostmi v soutěžích o vytvoření co největšího počtu veršů za určený čas (v roce 1673 přednesl například za den a noc 16 000 veršů). Největší proslulost však získal svými ilustrovanými sešitovými romány, kterými založil nový žánr v japonské literatuře typický pro celé období Edo a kterými formuloval estetické ideály měšťanstva. S humorem, nadsázkou a důrazem na vypointovanost příběhů, které tak nabývají mnohdy až anekdotického charakteru, popisoval život v rozrůstajících se městech.
Jeho prózy, napsané hutným, barvitým až dekorativním stylem, spojujícím klasickou eleganci s prostředky hovorového jazyka, byly natolik populární, že se staly náměty pro divadlo kabuki i džóruri. Měly vliv i na generace dalších prozaiků a jsou obvykle rozdělovány do tří oddílů:
- příběhy s erotickou tematikou kóšokumono ((好色物),
- vojenské příběhy bukemono (武家物), tj., příběhy ze života samurajů, ve kterých lze v přehnaném až groteskním zdůrazňování jejich ctností najít prvky satiry,
- měšťanské příběhy čóninmono (町人物), líčící životní styl měšťanstva a praktiky obchodní vrstvy.

## Výběrová bibliografie

### Poezie
- Ikutama Manku (1673, 生玉万句, Deset tisíc veršů Ikutama),
- Óku kazu (1677, 多く数, Velký počet) , 1600 veršů za vymezenou dobu.
- Saikaku ójakazu (1680, 西鶴 大矢数, Velký počet Saikakuových šípů), Saikakuův přednes mnoha haikai, nezapisoval.

### Divadlo
- Kojomi (1685, 小竹集, Kalendář), divadelní hra pro loutkové divadlo.

### Kóšokumono
- Kóšoku ičidai otoko (1682, 好色一代男, Největší milovník), dvoudílný román, rozdělený do 54 relativně samostatných kapitol, popisuje milostná dobrodružství a zálety hlavního hrdiny od jeho útlého mládí až do jeho šedesáti let především v prostředí proslavených čtvrtí nevěstinců.
- Kóšoku nidai otoko šoen ókagami (1684, 好色二代男　諸艶大鏡, Velké zrcadlo ženské krásy: Syn největšího milovníka),
- Kóšoku ičidai onna (1686, 好色一代女, Největší rozkošnice), vrcholné autorovo dílo,[1] román, ve kterém bývalá konkubína vypráví svůj život dvěma mladíkům, kteří chtějí vědět něco o rozkoši. Stařena ve své zpovědi rozjímá na sklonku svého života nad jeho smyslem a celé její vyprávění odhaluje dno její duše se všemi protiklady.
- Kóšoku gonin onna (1686, 好色五人女, Pět rozkošnic), soubor povídek o milostných avantýrách dobrodruhů na okraji spořádaného života.
- Nanšoku ókagami (1687, 男色大鑑, Velké zrcadlo mužské lásky), sbírka příběhů o mužské homosexuální lásce.

### Bukemono
- Budó denraiki (1687, 武道伝来記, Příběhy o válečnické ctnosti),
- Buke giri monogatari (1688, 武家義理物語, Vyprávění o samurajských povinnostech).

### Čóninmono
- Nihon eitaigura (1688, 日本永代蔵, Japonské zdroje bohatství), sbírka příběhů o tom, jak získat bohatství, ale i s příklady náhlého úpadku obchodníků,[1]
- Seken munazanjó (1692, 世間胸算用), název lze přeložit jako Duševní aritmetické výpočty, které umožňují úspěch ve světě nebo jako Prospěšnost počítání z hlavy či volně jako Každý má svůj odhad.[1][2]

## Filmové adaptace
- Saikaku ičidai onna (1952, Největší rozkošnice), česky jako Život milostnice Oharu, japonský film, režie Kendži Mizoguči,
- Kóšoku ičidai otoko (1961, Největší milovník), japonský film, režie Jasuzo Masamura,
- Kóšoku gonin onna (1978, Pět rozkošnic), japonský film, režie Noboru Tanaka.

## České překlady
- Největší rozkošnice, Odeon, Praha 1967, přeložil Miroslav Novák, znovu Nakladatelství Lidové noviny, Praha 1996, obsahuje román Největší rozkošnice a sbírku povídek Pět rozkošnic.

## Citát z díla
- Krásná žena je jako krásná krajina, když se na ni někdo dlouho dívá, určitě se mu omrzí.